# Spojilský odpad
Spojilský odpad je vodní tok v okrese Pardubice. Začíná v lese u vsi Zminný, následně protéká kolem dašické místní části Pod Dubem a kolem Staročernska dále ke Spojilu, podle nějž je pojmenován.
Spojilský odpad odvodňuje území bývalých rybníků Staročernský, Strejček a Spojil. Jeho celková délka je 7,1 kilometru.

## Průběh toku
Od Spojila teče přes Hůrka západním směrem místy, kde býval Nový rybník, do nějž vtékal. Dále akvaduktem podtéká kanál Halda. Původně ústil u pardubických automatických mlýnů do Chrudimky těsně před jejím soutokem s Labem. Ovšem po výstavbě pardubického zdymadla a s tím souvisejícím zvednutím hladiny Labe i Chrudimky je Spojilský odpad zakončený shybkou, kterou podtéká Chrudimku, a pod zdymadlem jeho vody končí v Labi. Pro případ velké vody je před shybkou umístěno mamutové čerpadlo, které vodu, již shybka nepojme, přečerpá do Chrudimky.